# Едуард Уилсън
Едуард Осборн Уилсън (на английски: Edward Osborne Wilson) е американски биолог, изследовател (социобиология, биоразнообразие), теоретик, естественик и автор. Биологичната му специалност е мирмекологията – науката за мравките. Двукратен носител е на „Пулицър“ за нехудожествена литература. Наричан е „баща на социобиологията“.

## Теории и схващания

### Социобиология
Уилсън използва социобиологични и еволюционни принципи, за да обясни поведението на социалните насекоми, а след това – и поведението на останалите животни, включително и човека, обособявайки социобиологията като нова научна дисциплина. Той защитава твърдението, че поведението на всички животни е резултат от наследствени фактори, фактори на средата и изминал опит, и че свободната воля е илюзия.
Социобиологията отхвърля схващането, че хората се раждат като tabula rasa – без никакво вродено знание и че поведението им се оформя единствено под влиянието на културата, в която са израснали. В своите книги „Sociobiology“ и спечелилата Пулицър - „On Human Nature“ („За човешката природа“), Уилсън твърди, че човешкото съзнание се оформя от гените също толкова, колкото и от културата (ако не и повече). Той смята, че способността на факторите от средата да променят човешкото поведение е ограничена.

### Мравки и други социални насекоми
Заедно с Берт Холдоблер Уилсън прави систематични проучвания на мравките и тяхното поведение. Работата им кулминира с издаването на енциклопедичната книга „The Ants“ („Мравките“) през 1990 г., за която двамата получават награда „Пулицър“.
Уилсън приема гена като единица, подлежаща на естествен подбор и обяснява алтруистичното поведение на социалните насекоми с генетичната изгода, която имат от такова поведение. Това се дължи на факта, че в семействата на социалните насекоми, работничките споделят със сестрите си 75% от своите гени.

## Основни творби
- The Theory of Island Biogeography, 1967, Princeton University Press (2001 reprint), ISBN 0-691-08836-5, with Robert H. MacArthur
- The Insect Societies, 1971, Harvard University Press, ISBN 0-674-45490-1
- Sociobiology: The New Synthesis 1975, Harvard University Press, (Twenty-fifth Anniversary Edition, 2000 ISBN 0-674-00089-7)
- On Human Nature, 1979, Harvard University Press, ISBN 0-674-01638-6, winner of the 1979 Pulitzer Prize for General Nonfiction.
- Genes, Mind and Culture: The Coevolutionary Process, 1981, Harvard University Press, ISBN 0-674-34475-8
- Promethean Fire: Reflections on the Origin of Mind, 1983, Harvard University Press, ISBN 0-674-71445-8
- Biophilia, 1984, Harvard University Press, ISBN 0-674-07441-6
- Success and Dominance in Ecosystems: The Case of the Social Insects, 1990, Inter-Research, ISSN 0932-2205
- The Ants, 1990, Harvard University Press, ISBN 0-674-04075-9, Winner of the 1991 Pulitzer Prize, with Bert Hölldobler
- The Diversity of Life, 1992, Harvard University Press, ISBN 0-674-21298-3, The Diversity of Life: Special Edition, ISBN 0-674-21299-1
- The Biophilia Hypothesis, 1993, Shearwater Books, ISBN 1-55963-148-1, with Stephen R. Kellert
- Journey to the Ants: A Story of Scientific Exploration, 1994, Harvard University Press, ISBN 0-674-48525-4, with Bert Hölldobler
- Naturalist, 1994, Shearwater Books, ISBN 1-55963-288-7
- In Search of Nature, 1996, Shearwater Books, ISBN 1-55963-215-1, with Laura Simonds Southworth
- Consilience: The Unity of Knowledge, 1998, Knopf, ISBN 0-679-45077-7
- The Future of Life, 2002, Knopf, ISBN 0-679-45078-5
- Pheidole in the New World: A Dominant, Hyperdiverse Ant Genus, 2003, Harvard University Press, ISBN 0-674-00293-8
- The Creation: An Appeal to Save Life on Earth, September 2006, W. W. Norton & Company, Inc. ISBN 978-0-393-06217-5
- Nature Revealed: Selected Writings 1949–2006, ISBN 0-8018-8329-6
- The Superorganism: The Beauty, Elegance, and Strangeness of Insect Societies, 2009, W.W. Norton & Company, Inc. ISBN 978-0-393-06704-0, with Bert Hölldobler
- Anthill: A Novel, April 2010, W. W. Norton & Company, Inc. ISBN 978-0-393-07119-1
- Kingdom of Ants: Jose Celestino Mutis and the Dawn of Natural History in the New World, 2010, Johns Hopkins University Press, Baltimore, with José María Gómez Durán
- The Leafcutter Ants: Civilization by Instinct, 2011, W.W. Norton & Company, Inc. ISBN 978-0-393-33868-3, with Bert Hölldobler
- The Social Conquest of Earth, 2012, Liveright Publishing Corporation, New York, ISBN 0-87140-363-3
- Letters to a Young Scientist, 2014, Liveright, ISBN 0-87140-385-4
- A Window on Eternity: A Biologist's Walk Through Gorongosa National Park, 2014, Simon & Schuster, ISBN 1-4767-4741-5
- The Meaning of Human Existence, 2014, Liveright, ISBN 0-87140-100-2
- Half Earth, 2016, Liveright, ISBN 978-1-63149-082-8
- The Origins of Creativity, 2017, Liveright, ISBN 978-1-63149-318-8
- Genesis: The Deep Origin of Societies, 2019, Liveright; ISBN 1-63149-554-2

Съставителство и редакция
- From So Simple a Beginning: Darwin's Four Great Books, (2005 W.W. Norton)

/4 книги на Дарвин под редакция и с встъпление от Е. О. Уилсън/